# Rhipidia (Eurhipidia) incompleta
Rhipidia (Eurhipidia) incompleta is een tweevleugelige uit de familie steltmuggen (Limoniidae). De soort komt voor in het Afrotropisch gebied.